# إزاحة المرحلة
تعديل إزاحة المرحلة يعمل من خلال تراكب مثيلين من الموجي الدوري على رأس بعضها البعض. (في تركيب البرامج، عادة ما يتم إنشاء الشكل الموجي باستخدام جدول بحث.) يتم الاحتفاظ بمثيلتي الموجي قليلاً غير متزامنتين مع بعضهما البعض ، حيث أن أحدهما متقدم أو أبعد في دورته.
يتم ضرب قيم كل من الطول الموجي معا ،أو يتم طرح قيمة واحد من الآخر. هذا يولد موجة جديدة تماما مع شكل مختلف جذريا.
على سبيل المثال، فإن إحدى الموجات المنشار (المنحدر) المطروحة من موجة أخرى ستخلق موجة نبضية، مع مقدار الإزاحة (أي الفرق بين نقاط انطلاق الشكلين الموجي) التي تملي دورة العمل. إذا قمت بتغيير مبلغ الإزاحة ببطء، يمكنك إنشاء تعديل عرض-النبضة.
باستخدام هذه التقنية، لا يمكن فقط موجة منحدر إنشاء التشكيل عرض-النبضة ، ولكن أي الموجي الأخرى يمكن أن تحقق أثرا مماثلا.